# Фёдоровское (Локнянский район)
Фёдоровское — деревня в Локнянском районе Псковской области России. 
Входит в состав Михайловской волости.
Расположена на южной границе райцентра Локня.

## Население
| 2001 | 2002 | 2010 |
| ---- | ---- | ---- |
| 118  | ↗133 | ↘121 |

Численность населения деревни по оценке на начало 2001 года составляла 118 жителей.

## История
С января 1995 до апреля 2015 года деревня входила в состав ныне упразднённой Локнянской волости.